# Daniel Acharuparambil
Daniel Acharuparambil OCD (* 12. Mai 1939 in Palliport, Indien; † 26. Oktober 2009 in Pachalam, Kerala) war ein indischer Geistlicher und Erzbischof von Verapoly.

## Leben
Daniel Acharuparambil stammte aus einem Dorf im heutigen indischen Distrikt Ernakulam. Er trat 1956 der Ordensgemeinschaft der Unbeschuhten Karmeliten in Ernakulam bei und studierte Philosophie und Theologie am Päpstlichen St. Josephs Seminar in Aluva. Er empfing 1966 die Priesterweihe. Anschließend studierte er Wirtschaftswissenschaften, Philosophie und indische Philosophie an der University of Kerala, am Päpstlichen Athenaeum in Pune und der Banaras Hindu University. Ab 1972 unterrichtete er an der Päpstlichen Universität Urbaniana in Rom. An der Päpstlichen Universität Heiliger Thomas von Aquin, Angelicum wurde er 1978 in indischer Philosophie promoviert. Acharuparambil lehrte zwei Jahrzehnte lang in verschiedenen theologischen Instituten in Rom. 1986 wurde er Dekan der Fakultät für Missionswissenschaft an der Urbaniana; von 1988 bis 1994 war er Rektor der Urbaniana.
Er war unter anderem von 1990 bis 1995 Berater des Päpstlichen Rates für den Interreligiösen Dialog sowie Berater der Kongregation für die Evangelisierung der Völker und später Mitglied des Päpstlichen Rates für den Interreligiösen Dialog.
Papst Johannes Paul II. ernannte ihn 1996 zum Erzbischof des Erzbistums Verapoly. Die Bischofsweihe spendete ihm der Kardinalpräfekt die Kongregation für die Evangelisierung der Völker, Jozef Tomko, am 3. November 1996 in Rom; Mitkonsekratoren waren sein Amtsvorgänger Erzbischof Cornelius Elanjikal und der Bischof von Cochin, Joseph Kureethara. 2008/2009 wurde er durch Papst Benedikt XVI. zum Apostolischen Administrator des Bistums Cochin bestellt.
Acharuparambil war Präsident des Bischofsrates der Bischöfe Keralas (Kerala Catholic Bishops’ Council – KCBC) sowie der Kerala Region Latin Catholic Bishops Council (KRLCBC) und der Kerala Regional Latin Catholic Council (KRLCC).
Er starb an den Folgen von Organversagen.

## Werke
- The Destiny of Man in the Revolutionary Thought of Aurobindo (englisch)
- Induisom: Vita e Penseiro (Hinduismus: Leben und Philosophie) (italienisch)
- Induisom: Eterna ricerca della verita (Hinduismus: Das Streben nach der Wahrheit von Sanathana) (italienisch)
- Spiritualita e mistica indu (Hinduistische Mystik und Spiritualität) (italienisch)

## Schriften
- The Roman Missal Malayalam Translation (Provincial Verapoly Liturgical Commission), Xavier Press Calicut 1997.
- Hinduism In Interreligious Dialogue, ICJ Vol 4, No 1 June 1996[2]